# 古屋 (安中市)
古屋（ふるや）は、群馬県安中市の地名。郵便番号は379-0131。面積は1.24km2(2010年現在)。

## 地理
九十九川下流と碓氷川下流との間に位置している。

### 河川
- 九十九川

## 歴史
江戸時代頃からある地名であり、安中藩領だった。

### 年表
- 1889年4月1日 町村制施行に伴い、碓氷郡古屋村は安中宿・中宿村・小俣村・高別当（こうべっとう）村と合併し、安中町が成立した。そのため安中町古屋となる。
- 1958年11月1日 市制施行により、安中町は安中市となる。そのため安中市古屋となる。

### 地名の由来
古い屋敷の所在から生まれた名称といわれている。

## 世帯数と人口
2017年（平成29年）7月31日現在の世帯数と人口は以下の通りである。
| 大字 | 世帯数  | 人口    |
| ---- | ------- | ------- |
| 古屋 | 621世帯 | 1,590人 |

## 教育
市立小・中学校に通う場合、学区は以下の通りとなる。
| 番地 | 小学校             | 中学校             |
| ---- | ------------------ | ------------------ |
| 全域 | 安中市立安中小学校 | 安中市立第一中学校 |

## 交通

### 鉄道
同町に鉄道駅はない。

### 道路
国道は通っていない。県道は群馬県道48号下仁田安中倉渕線が通っている。

## 施設
- 法楽寺

## 避難所
指定緊急避難場所
- 古屋公会堂[6]
- ふるや広場

指定避難所
- 安中総合学園高等学校体育館 [7]